# Saint-Maurice-sous-les-Côtes
Saint-Maurice-sous-les-Côtes är en kommun i departementet Meuse i regionen Grand Est (tidigare regionen Lorraine) i nordöstra Frankrike. Kommunen ligger i kantonen Vigneulles-lès-Hattonchâtel som tillhör arrondissementet Commercy. År 2022 hade Saint-Maurice-sous-les-Côtes 359 invånare.

## Befolkningsutveckling
Antalet invånare i kommunen Saint-Maurice-sous-les-Côtes
| Referens: INSEE |